# سرود انلیل

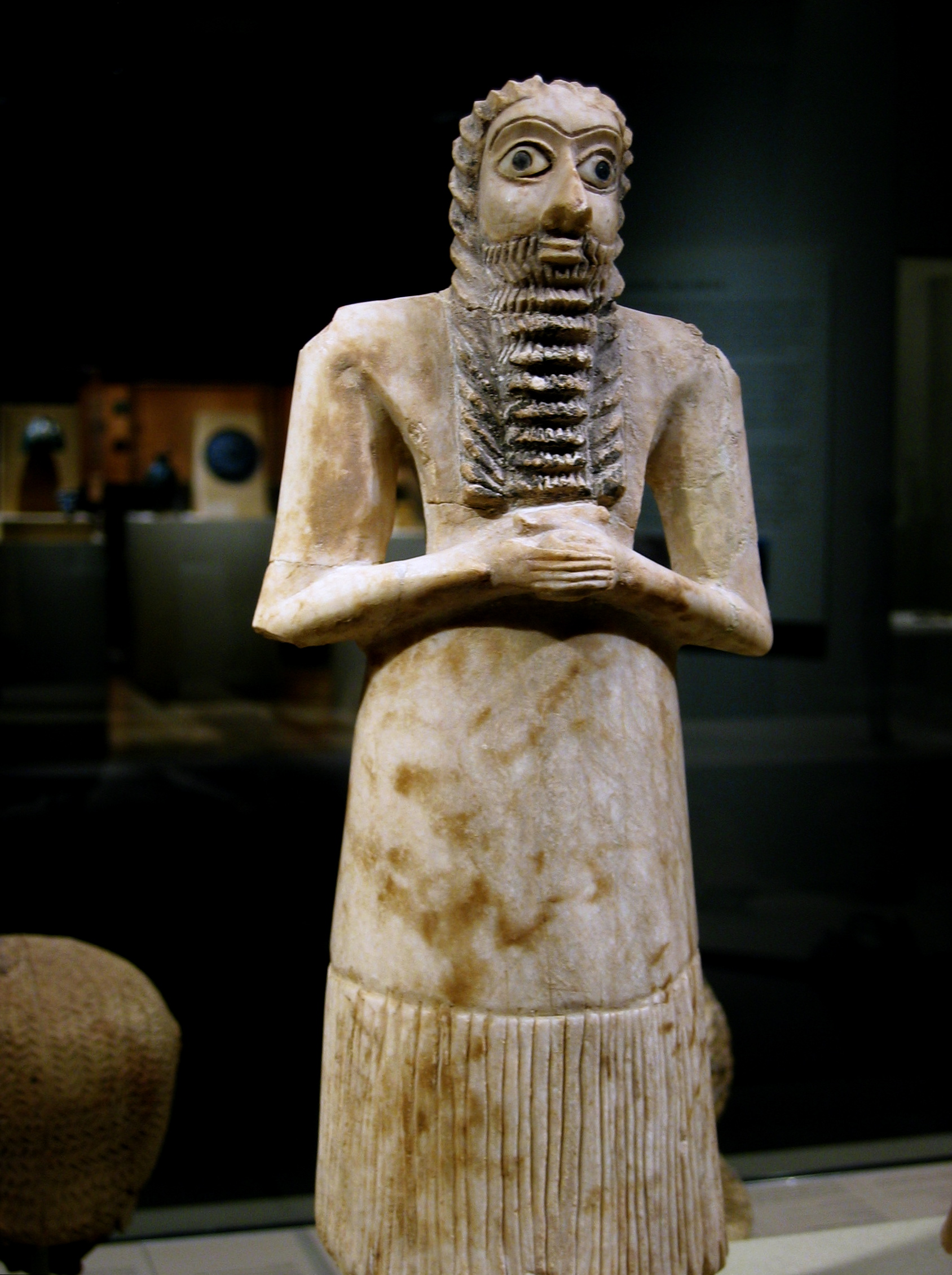
پیکرهٔ مرد نیایشگر ایستاده، ۲۷۵۰–۲۶۰۰ پ.م. (دورانی که انلیل قدرتمندترین ایزد به‌شمار می‌رفت)، از «معبد مربع» در اشنونا

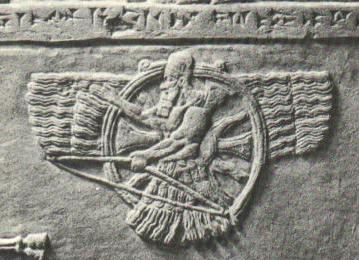
پیکرهٔ کماندار پوشیده در ردای پردار و عمامه‌دار، نماد آشور (تحولی متأخر از انلیل)، نقش بسته بر دیسک خورشید

سرود انلیل (انگلیسی: Hymn to Enlil)، با نام‌های دیگر چون انلیل و اِکور (انلیل A)، «انلیل در اِ-کور»، سرود برای اِکور، سرود و افسون برای انلیل، سرود برای انلیل نیکوکار همگانی یا بخشی از یک متن جن‌گیری، یک اسطوره به زبان سومری است که بر روی الواح رُسی در اواخر هزارهٔ سوم پیش از میلاد نوشته شده است.
سرود انلیل حدود سال ۲۰۰۰ پیش از میلاد سروده شده است. این سرود به ستایش خدای آسمان، انلیل، معبد او در نیپور (اِ-کور) و همسرش نینلیل می‌پردازد و انلیل را به‌عنوان خدای آفریننده و منبع همهٔ زندگی توصیف می‌کند.
سرود «انلیل در اِ-کور» نه‌تنها به‌دلیل محتوای مذهبی‌اش، بلکه به‌خاطر تأثیرگذاری‌اش بر ادبیات میان‌رودان و حتی کتاب مقدس اهمیت دارد. این سرود در مدارس کاتبان سومری به‌عنوان بخشی از برنامهٔ آموزشی پیشرفته به نام «ده‌گانه» تدریس می‌شد. ساختار سرود بین توصیف‌های سوم‌شخص و خطاب‌های مستقیم به انلیل متناوب است و تصاویری از عدالت، نظم کیهانی و عظمت معبد اِ-کور را ارائه می‌دهد.
انلیل که ابتدا به‌عنوان خدای هوا شناخته می‌شد، به‌تدریج جایگاه پدرش، آنو، را به‌عنوان پادشاه خدایان گرفت و با انکی، خدای خرد، و آنو یک سه‌گانهٔ الهی تشکیل داد. در برخی اسطوره‌ها، انلیل تابع آنو یا انکی یا نینلیل است، اما در بیشتر موارد، او قدرتمندترین خدا در میان ایزدان میان‌رودان است، دارندهٔ لوح‌های سرنوشت که سرنوشت خدایان و انسان‌ها را تعیین می‌کنند، و آفریننده و نگهدارندهٔ نظم جهانی است.
معبد اِ-کور در نیپور، که به‌عنوان «خانهٔ کوه» شناخته می‌شد، مرکز اصلی پرستش انلیل بود و به‌عنوان محل اتصال آسمان و زمین در نظر گرفته می‌شد. پادشاهان دوره‌های مختلف، از جمله اور-نامو و شولگی، به بازسازی و توسعهٔ این معبد اهمیت زیادی می‌دادند، زیرا مشروعیت سلطنت خود را از انلیل و نینلیل می‌گرفتند.
این سرود تأثیر قابل‌توجهی بر متون مذهبی بعدی، به‌ویژه کتاب مزامیر در کتاب مقدس، داشته است. تصاویر و مضامین موجود در سرود، مانند توصیف انلیل به‌عنوان چوپان نیکوکار و توصیف معبد به‌عنوان محل سکونت الهی، در متون مذهبی بعدی نیز دیده می‌شود.

## گردآوری
پاره‌هایی از این متن در فهرست موزه باستان‌شناسی و مردم‌شناسی دانشگاه پنسیلوانیا در بخش زبان اکدی (CBS) کشف شد؛ این یافته‌ها از کاوش‌های صورت‌گرفته در پرستشگاه کتابخانه در نیپور به دست آمده بود. اسطوره نخستین‌بار از روی لوح CBS 8317 منتشر شد که جرج آرون بارتون آن را در سال ۱۹۱۸ با عنوان «متون دینی سومری» در مجموعهٔ کتیبه‌های گوناگون بابلی، شمارهٔ ده، با عنوان «بخشی از یک جن‌گیری» ترجمه کرد. ضخیم‌ترین بخش این لوح، حدود ۳٫۴ در ۲٫۷۵ در ۱٫۲ اینچ (۸٫۶ در ۷٫۰ در ۳٫۰ سانتیمتر) اندازه داشت. قطعه‌ای بزرگ‌تر از همین متن بر روی لوح CBS شماره ۱۴۱۵۲ یافت شد و نخستین‌بار به‌دست هنری فردریک لوتز در سال ۱۹۱۹ با عنوان «سرود و افسون برای انلیل» در کتاب متون برگزیدهٔ سومری و بابلی (شمارهٔ ۱۱۴) منتشر گردید. لوح بارتون تنها شامل خطوط ۵ تا ۲۴ از پشت لوح لوتز بود که خود یک سال پیش‌تر ترجمه شده بود و برای تکمیل چند خط آسیب‌دیدهٔ لوح بارتون از آن بهره گرفته شد.
ادوارد چیرا نیز لوح CBS 7924B از این سرود را در کتاب حماسه‌ها و اسطوره‌های سومری منتشر کرد. او همچنین همراه با ساموئل نوآ کریمر سه لوح دیگر، یعنی CBS 8473، ۱۰۲۲۶ و ۱۳۸۶۹ را در سال ۱۹۳۴ در کتاب متون سومری با محتوای متنوع منتشر کرد. عنوانی که این‌بار به سرود داده شد «سرود برای اکور» بود، که نشان می‌داد این لوح‌ها «بخشی از ترکیبی هستند که اِکورِ انلیل در نیپور را می‌ستاید، هرچند ممکن است تنها بخشی از متنی بلندتر باشند».
لوح‌های دیگری از همین اسطوره در مجموعهٔ هرمان فولرات هیلفرشت در دانشگاه ینای آلمان یافت شد که شامل شماره‌های ۱۵۳۰، ۱۵۳۱، ۱۵۳۲، 1749b، ۲۶۱۰، 2648a و b، ۲۶۶۵، ۲۶۸۵، ۱۵۷۶ و ۱۵۷۷ بودند. الواحی دیگر در ایسن، که امروزه به نام ایشان البحریات شناخته می‌شود، به‌ویژه لوح شماره ۹۲۳، به‌دست آمدند. لوحی دیگر با شمارهٔ 44351a در میان متون موزه ملی عراق یافت شد.
نسخه‌هایی دیگر از این سرود در مجموعه‌های صومعه سانتا ماریا د مونتسارات در بارسلون و موزه اشمولین در آکسفورد نگهداری می‌شوند.
ترجمه‌هایی دیگر نیز از لوح‌هایی در مجموعهٔ نیپورِ موزه باستان‌شناسی استانبول در استانبول (Ni) انجام شده‌اند. ساموئل نوآ کریمر در کنار دیگر پژوهشگران، چندین لوح دیگر از این مجموعه را ترجمه کرده است که از جمله شامل شماره‌های Ni 1039، ۱۱۸۰، ۴۰۰۵، ۴۰۴۴، ۴۱۵۰، ۴۳۳۹، ۴۳۷۷، ۴۵۸۴، ۹۵۶۳ و ۹۶۹۸ می‌شود. الواحی دیگر نیز در کاوش‌های آنری دو ژنویاک در کیش (سومر) (شماره C 53) کشف شد. لوح دیگری از این اسطوره (Si 231) در سیپار و در مجموعه‌های موزهٔ باستان‌شناسی استانبول کشف شد. سِر لئونارد وولی الواح بیشتری را در اور کشف کرد که در مجموعهٔ «متون کاوش‌های اور» از سال ۱۹۲۸ گرد آمده‌اند. سایر الواح و نسخه‌ها نیز برای شکل‌گیری متن نهایی این اسطوره به کار رفتند و ترجمه‌های نهایی توسط تورکیلد یاکوبسن، میگل سیویل و یواخیم کرشر انجام شده است.

## درون‌مایه
این سرود که به گفتهٔ کریمر یکی از مهم‌ترین نمونه‌های نوع خود به‌شمار می‌آید، با ستایش از انلیل در جایگاه با شکوه و الهام‌بخش‌اش آغاز می‌شود:
| « | فرمان‌های انلیل بسیار بلندمرتبه‌اند، سخنانش مقدس‌اند، گفته‌هایش تغییرناپذیر! سرنوشتی که تعیین می‌کند همیشگی است، نگاهش کوه‌ها را بیم‌زده می‌سازد، … او به ژرفای کوه‌ها می‌رسد. همهٔ خدایان زمین در برابر پدر انلیل که آسوده بر سکوی مقدس، اِن‌گور بلند، نشسته است سر تعظیم فرود می‌آورند، به نونامنیر، که شهریاری و شاهزادگی‌اش بی‌نقص است. آنوناکی به پیشگاه او وارد می‌شوند و فرمان‌هایش را با وفاداری اطاعت می‌کنند. | » |

سرود سپس ادامه می‌یابد و بیان می‌کند که انلیل بنیان‌گذار و آفرینندهٔ شهر نیپور و سازمان‌دهندهٔ زمین است. در تفاوت با اسطورهٔ انلیل و نین‌لیل که در آن شهر پیش از آفرینش وجود دارد، اینجا انلیل به‌عنوان طراح و سازندهٔ نیپور معرفی می‌شود؛ گویی او پیش از خلقت، نقشه‌اش را کشیده و طرح آن را ترسیم کرده است:
| « | هنگامی که سکونتگاه مقدس را بر زمین ترسیم کردی، تو خودت شهر نیپور را ساختی، ای انلیل. «کی‌اور»، مکان پاک تو. در دورآن‌کی، در میانهٔ چهار گوشهٔ زمین، آن را بنیاد نهادی. خاک آن، زندگی سرزمین سومر است. | » |

سپس سرود از ساختار فیزیکی شهر فراتر می‌رود و به توصیف و ستایش فلسفه اخلاق و نظام ارزشی آن می‌پردازد:
آخرین جمله توسط R. P. Gordon با توصیف اورشلیم در کتاب اشعیا (Isaiah 1:21)، «شهر عدالت، پارسایی در او سکونت داشت»، و در کتاب ارمیا (Jeremiah 31:23)، «ای سکونت‌گاه عدالت، و کوه قداست»، مقایسه شده است. اسطوره با توصیف ساخت پرستشگاهی به نام اکور برای انلیل از سوی مردم شهر ادامه می‌یابد. جایگاه‌های کاهنی و وظایف مربوط به اکور در متن ذکر شده و در ادامه، دعایی برای دریافت برکت از سوی انلیل برای شهر آورده می‌شود؛ جایی که او سرچشمهٔ همهٔ نیک‌بختی‌ها به‌شمار می‌آید:
| « | بی کوه بزرگ، انلیل، هیچ شهری بنا نمی‌شد، هیچ سکونت‌گاهی پایه‌گذاری نمی‌شد؛ هیچ آغل گاوی ساخته نمی‌شد، هیچ آغل گوسفندی برپا نمی‌گشت؛ هیچ پادشاهی برنمی‌خاست، هیچ سروری زاده نمی‌شد؛ هیچ کاهن یا کاهنه‌ای آیین هاروسپکس به‌جا نمی‌آورد؛ سربازان بی‌سپه‌سالار و فرمانده می‌ماندند؛ رودها در اوجشان لبریز از کپور نمی‌شدند؛ کپورها از دریا بالا نمی‌آمدند، به‌سرعت نمی‌جنبیدند. دریا گنجینه‌های سنگین خود را بیرون نمی‌داد، ماهی آب شیرین در نیزارها تخم نمی‌گذاشت، هیچ پرنده‌ای در پهنهٔ زمین آشیانه نمی‌ساخت؛ در آسمان، ابرهای انبوه دهان نمی‌گشودند؛ در کشتزارها، غله‌های خال‌دار زمین‌های حاصلخیز را پر نمی‌کردند، گیاهان در دشت سرسبز نمی‌شدند؛ در باغ‌ها، جنگل‌های گستردهٔ کوه میوه نمی‌دادند. بی کوه بزرگ، انلیل، نین‌تود نمی‌کشت، جان نمی‌ستاند؛ هیچ گاوی در آغل نمی‌زایید، هیچ میشی در آغل بره‌ای به دنیا نمی‌آورد؛ موجودات زنده‌ای که خودافزا هستند در … نمی‌آرمیدند؛ حیوانات چهارپا نه می‌زاییدند، نه جفت‌گیری می‌کردند. | » |

عبارت پایانی بالا مشابهتی با یکی از آیات مزامیر دارد (Psalms 29:9): «صدای خدا گوزن‌ها را به زاییدن می‌آورد و بزها را به زود زاییدن وامی‌دارد». سرود در ادامه با توصیف انلیل به‌عنوان کشاورز و ستایش از همسرش، نین‌لیل، پایان می‌یابد:
| « | آنگاه که با زمین سر و کار دارد، نیک‌بختی را به همراه می‌آورد: زمین نیک‌بختی خواهد داد. کلام تو به معنای کتان است، کلام تو به معنای غله است. کلام تو به معنای سیلاب آغازین است، یعنی زندگی سرزمین‌ها. این کلام، موجودات زنده و جانورانی را پدیدمی‌آورد که در سرسبزی جفت‌گیری می‌کنند و با شادی نفس می‌کشند. تو، ای انلیل، شبان نیک، راه‌های آنان را می‌دانی … ستارگان درخشان را. تو با نین‌لیل ازدواج کردی، همسر مقدس، که سخنانش از دل برمی‌خیزد، او که سیمایی شریف دارد، در پوشش جامهٔ مقدس «ما»، او که اندامی زیبا دارد و عضوی خوش‌تراش، بانویی مورد اعتماد که خودت برگزیدی. آراسته به جذبه، بانویی که شایستگی‌های اکور را می‌داند، که سخنان مشاوره‌اش بی‌نقص است، کلامش همچون روغن لطیف دل را آرام می‌سازد، کسی که تخت مقدس را، تخت پاک را با تو شریک است، با تو مشورت می‌کند و در کارها هم‌فکری می‌نماید. شما با هم سرنوشت‌ها را در مکانی روبه‌روی خورشیدِ برآمدنی تعیین می‌کنید. نین‌لیل، بانوی آسمان و زمین، بانوی همهٔ سرزمین‌ها، در ستایش کوه بزرگ گرامی داشته می‌شود. | » |

اندرو آر. جرج پیشنهاد کرده است که این سرود به انلیل «می‌تواند در ترکیب‌های بلندتر گنجانده شود» مانند سرود معبد کش و «سرودی دربارهٔ معبدهای اور که مقدمه‌ای است بر سرود شلگی دربارهٔ ستایش از خویشتن».

## بحث
شکل شعری و محتوای ستایش‌آمیز این سرود شباهت‌هایی با مزامیر در کتاب مقدس دارد، به‌ویژه مزمور ۲۳ (Psalms 23:1–2): «یَهُوَه شبان من است، محتاج نخواهم بود. در مرتع‌های سبز مرا می‌خواباند». در بیت هشتاد و چهار آمده است:
| « | ای انلیل، اگر بر شبان به دیدهٔ لطف بنگری، اگر آن‌که واقعاً در سرزمین نامیده شده را بالا ببری، آنگاه کشورهای بیگانه در دست او خواهند بود، کشورهای بیگانه زیر پایش خواهند بود! حتی دورترین سرزمین‌ها نیز تسلیم او خواهند شد. | » |

و در بیت نود و یک، انلیل به‌عنوان شبان یاد شده است:
| « | ای انلیل، شبان وفادار انبوهی از مردم، چوپان، پیشوای همهٔ موجودات زنده. | » |

الگوی شبان که در این اسطوره شکل گرفته، در توصیف عیسی در انجیل یوحنا نیز دیده می‌شود (John 10:11–13). Joan Goodnick Westenholz اشاره کرده که «تصویر کشاورز حتی محبوب‌تر از شبان در کهن‌ترین نام‌های شخصی بوده، همان‌گونه که در یک جامعهٔ کشاورزی انتظار می‌رود». او یادآور می‌شود که هر دو پژوهشگر، فالکنشتاین و تورکیلد یاکوبسن، کشاورز را به پادشاه نیپور نسبت می‌دهند؛ و ریسمن پیشنهاد داده که کشاورز یا «انگار» ِ اکور احتمالاً همان نینورتا بوده است. این اصطلاح در بیت شصت آمده است:
| « | کشاورز بزرگ آن، شبان نیک سرزمین است، که نیرومند در روزی فرخنده زاده شد. کشاورزی که برای دشت‌های پهناور شایسته است، با پیشکش‌های پرشمار می‌آید؛ او … به درون اکور درخشان نمی‌آید. | » |

وین هوروویتس به بررسی کاربرد واژهٔ آبزو پرداخته، واژه‌ای که معمولاً برای معبد آبزو، ایزد، مکان کیهانی یا حوض آیینی به‌کار می‌رود. در سرود انلیل، درون آن همچون «دریایی دوردست» توصیف شده است:
| « | مه‌های آن (اکور) از آبزو هستند، که هیچ‌کس نمی‌تواند درکشان کند. درون آن دریایی دور است که «لبهٔ آسمان» نیز توان فهمش را ندارد. | » |

پی‌ریزی معبد انلیل با لاجورد انجام شده، سنگی که به «شوهام» در سفر حزقیال (Ezekiel 28:13) نسبت داده می‌شود، جایی که از آن در ساخت «باغ عدن، باغ خدایان» بر بلندای «کوه خدا»، یعنی صهیون یاد شده است. همچنین در سِفر ایوب (Job 28:6–16) آمده: «سنگ‌هایش جای لاجورد است و غبارش زر است». موسی نیز در (Exodus 24:10) پای‌های خدا را بر «سنگفرشی از لاجورد» دیده است. به‌علاوه، سنگ‌های قیمتی در توصیف زینت دیوارهای اورشلیم نو در آخرالزمان (مسیحیت) نیز تکرار شده‌اند (Revelation 21:21).
| « | تو آن را در دور-آن-کی، در میانهٔ چهار گوشهٔ زمین بنا کردی. خاک آن زندگی سرزمین است، و زندگی همهٔ سرزمین‌های بیگانه. آجرکاری آن زر سرخ است، پی‌ریزی‌اش لاجورد است. تو آن را در بالا برافراشتی که بدرخشد. | » |

همراه با سرود معبد کش، استیو تینی سرود انلیل را جزئی از یک توالی استاندارد از متون آموزشی برای کاتب‌ها شناسایی کرده که به آن ده‌گانهٔ سومری می‌گوید. او پیشنهاد کرده است که «ده‌گانه برنامهٔ الزامی آموزش ادبی بوده که تقریباً بی‌استثنا در سراسر بابِل استفاده می‌شده است. ده‌گانه تقریباً همهٔ گونه‌های ادبی موجود به زبان سومری را در بر می‌گرفته».